# Gypona excelsa
Gypona excelsa är en insektsart som beskrevs av Fowler 1903. Gypona excelsa ingår i släktet Gypona och familjen dvärgstritar. Inga underarter finns listade i Catalogue of Life.